# Martin Friedrich Arendt
Martin Friedrich Arendt (Danimarca, 1773 – 1823) è stato un archeologo danese.
Dopo una breve carriera come botanico, si occupò di runologia nella penisola scandinava.